# Landolphia
Landolphia és un gènere de plantes amb flors amb moltes espècies de lianes que pertany a la família de les apocinàcies. Són nadiues de l'Amèrica del Sud, Àfrica i Madagascar.

## Espècies seleccionades
- Landolphia comorensis
- Landolphia hendelottii
- Landolphia kirkii
- Landolphia mannii
- Landolphia owariensis
- Landolphia parviflora

## Sinònims
- Alstonia Scop., Intr. Hist. Nat.: 198 (1777), nom. rej.
- Vahea Lam., Tabl. Encycl. 2: 292 (1792), nom. rej.
- Carpodinus R.Br. ex G.Don, Gen. Hist. 4: 101 (1837).
- Faterna Noronha ex A.DC. in A.P.de Candolle, Prodr. 8: 327 (1844).
- Willughbeia Klotzsch in W.C.H.Peters, Naturw. Reise Mossambique 6: 281 (1861), nom. illeg.
- Aphanostylis Pierre, Bull. Mens. Soc. Linn. Paris, n.s., 1: 89 (1898).
- Djeratonia Pierre, Bull. Mens. Soc. Linn. Paris, n.s., 1: 37 (1898).
- Jasminochyla (Stapf) Pichon, Bull. Mus. Natl. Hist. Nat., II, 20: 551 (1949).
- Anthoclitandra (Pierre) Pichon, Mém. Inst. Franç. Afrique Noire 35: 230 (1953).[1]